# Pere Riba Cabana
Pere Riba Cabana (Matadepera, 2 maggio 1969) è un dirigente sportivo e pilota motociclistico spagnolo ritiratosi dall'attività agonistica.

## Carriera

### Motomondiale
Nel 1990 chiude al quinto posto nel campionato europeo Supersport, la stagione successiva è ventitreesimo con 14 punti mentre nel 1992 ottiene due vittorie e chiude al terzo posto. Per quanto riguarda le competizioni del motomondiale, il suo esordio avvenne nel 1993 nella classe 250 dove corse a bordo di una Honda gareggiando in sei occasioni ma senza raggiungere posizioni tali da fargli ottenere punti validi per le classifiche iridate.
Stesso destino due anni dopo, nel motomondiale 1995, dove, sempre nella stessa classe ma in sella ad una Aprilia, ha preso parte a 11 gran premi, senza ottenere punti iridati. Nel 1995 e 1996 inoltre, prende parte con una Honda al Thunderbike Trophy (categoria antesignana del campionato mondiale Supersport inserita nel contesto delle gare del motomondiale), arrivando sedicesimo e ottavo nella classifica generale conquistando alcuni piazzamenti a podio e pole position.
Le sue uniche presenze in classifica risalgono pertanto all'edizione 2002 del mondiale, dove si è presentato nella MotoGP in sella ad una Yamaha YZR500 del team Antena 3 Yamaha d'Antín ottenendo 4 punti al termine dell'anno, grazie a due piazzamenti tra i primi 15.

### Derivate dalla serie
Più lunga e proficua è stata la sua carriera nei campionati riservati alle moto derivate dalla serie (mondiale Superbike e mondiale Supersport) dove è stato presente dal 1996 al 2007. Al termine del 2007 aveva annunciato il suo ritiro dalle competizioni per dedicarsi al lavoro di tester per la Kawasaki, in particolare per lo sviluppo della versione sportiva della Kawasaki Ninja ZX-6R/RR; proprio con quest'ultima ha fatto anche un rientro nelle competizioni, gareggiando occasionalmente in una gara del campionato giapponese Supersport nel 2009.
Terminata la propria carriera agonistica rimane nel mondo delle corse in tecnico per il gruppo Kawasaki.

## Risultati in gara

### Motomondiale
| 1993 | Classe | Moto  |  |  |  |  |  |  |  |    |  |     |    |    |    |     |  |  | Punti | Pos. |
| ---- | ------ | ----- |  |  |  |  |  |  |  | -- |  | --- | -- | -- | -- | --- |  |  | ----- | ---- |
| 1993 | 250    | Honda |  |  |  |  |  |  |  | 17 |  | Rit | 20 | 17 | 17 | Rit |  |  | 0     |      |

| 1995 | Classe | Moto    |    |     |    |     |  |     |    |     |     |    |     |    |  |  |  |  | Punti | Pos. |
| ---- | ------ | ------- | -- | --- | -- | --- |  | --- | -- | --- | --- | -- | --- | -- |  |  |  |  | ----- | ---- |
| 1995 | 250    | Aprilia | 16 | Rit | 17 | Rit |  | Rit | 17 | Rit | Rit | 26 | Rit | 20 |  |  |  |  | 0     |      |

| 1995 | Classe             | Moto  |    |    |    |  |  |  |  |  |  |  |    |    |   |  |  |  | Punti | Pos. |
| ---- | ------------------ | ----- | -- | -- | -- |  |  |  |  |  |  |  | -- | -- | - |  |  |  | ----- | ---- |
| 1995 | Thunderbike Trophy | Honda | NE | NE | NE |  |  |  |  |  |  |  | NE | NE | 3 |  |  |  | 16    | 16º  |

| 1996 | Classe             | Moto  |    |    |    |   |   |     |     |     |     |   |     |    |   |    |    |  | Punti | Pos. |
| ---- | ------------------ | ----- | -- | -- | -- | - | - | --- | --- | --- | --- | - | --- | -- | - | -- | -- |  | ----- | ---- |
| 1996 | Thunderbike Trophy | Honda | NE | NE | NE | 5 | 6 | Rit | Rit | Rit | Rit | 3 | Rit | NE | 3 | NE | NE |  | 53    | 8º   |

| 2002 | Classe | Moto   |    |    |     |  |     |    |     |    |  |    |     |  |    |  |  |  | Punti | Pos. |
| ---- | ------ | ------ | -- | -- | --- |  | --- | -- | --- | -- |  | -- | --- |  | -- |  |  |  | ----- | ---- |
| 2002 | MotoGP | Yamaha | NQ | 13 | Rit |  | Rit | 15 | Rit | NP |  | NP | Rit |  | NP |  |  |  | 4     | 27º  |

| Legenda | 1º posto        | 2º posto            | 3º posto            | A punti      | Senza punti        | Grassetto – Pole position Corsivo – Giro più veloce |
| Legenda | Gara non valida | Non qual./Non part. | Ritirato/Non class. | Squalificato | '-' Dato non disp. | Grassetto – Pole position Corsivo – Giro più veloce |

### Campionato mondiale Superbike
| 1996 | Moto  |  |  |  |  |  |  |  |  |  |  |  |  |  |  |  |  |  |  |  |  |     |    |  |  |  |  | Punti | Pos. |
| ---- | ----- |  |  |  |  |  |  |  |  |  |  |  |  |  |  |  |  |  |  |  |  | --- | -- |  |  |  |  | ----- | ---- |
| 1996 | Honda |  |  |  |  |  |  |  |  |  |  |  |  |  |  |  |  |  |  |  |  | Rit | 18 |  |  |  |  | 0     |      |

| 1997 | Moto  |   |    |   |   |    |    |    |    |    |    |  |  |    |    |    |    |    |    |    |    |    |    |    |    |  |  | Punti | Pos. |
| ---- | ----- | - | -- | - | - | -- | -- | -- | -- | -- | -- |  |  | -- | -- | -- | -- | -- | -- | -- | -- | -- | -- | -- | -- |  |  | ----- | ---- |
| 1997 | Honda | 9 | 14 | 9 | 9 | 18 | 15 | NC | 22 | 18 | 11 |  |  | 12 | 13 | 15 | 11 | 12 | 14 | 11 | 13 | 23 | 13 | 11 | 11 |  |  | 69    | 14º  |

| 2005 | Moto     |  |  |  |  |  |  |  |  |  |  |  |  |  |  |    |    |  |  |  |  |  |  |  |  |  |  | Punti | Pos. |
| ---- | -------- |  |  |  |  |  |  |  |  |  |  |  |  |  |  | -- | -- |  |  |  |  |  |  |  |  |  |  | ----- | ---- |
| 2005 | Kawasaki |  |  |  |  |  |  |  |  |  |  |  |  |  |  | 14 | 12 |  |  |  |  |  |  |  |  |  |  | 6     | 30º  |

| Legenda | 1º posto        | 2º posto            | 3º posto           | A punti      | Senza punti        | Grassetto – Pole position Corsivo – Giro più veloce |
| Legenda | Gara non valida | Non qual./Non part. | Ritirato/Non class | Squalificato | '-' Dato non disp. | Grassetto – Pole position Corsivo – Giro più veloce |

### Campionato mondiale Supersport
| 1998 | Moto   |   |   |   |   |   |     |     |   |     |     |  |  |  | Punti | Pos. |
| ---- | ------ | - | - | - | - | - | --- | --- | - | --- | --- |  |  |  | ----- | ---- |
| 1998 | Ducati | 5 | 7 | 3 | 2 | 5 | Rit | Rit | 5 | Rit | Rit |  |  |  | 78    | 7º   |

| 1999 | Moto  |    |     |   |    |     |     |  |    |   |   |   |  |  | Punti | Pos. |
| ---- | ----- | -- | --- | - | -- | --- | --- |  | -- | - | - | - |  |  | ----- | ---- |
| 1999 | Honda | 15 | Rit | 3 | 10 | Rit | Rit |  | NQ | 7 | 6 | 8 |  |  | 50    | 13º  |

| 2000 | Moto  |   |     |    |    |    |    |   |   |     |     |     |  |  | Punti | Pos. |
| ---- | ----- | - | --- | -- | -- | -- | -- | - | - | --- | --- | --- |  |  | ----- | ---- |
| 2000 | Honda | 5 | Rit | 10 | 17 | NP | SQ | 3 | 5 | Rit | Rit | Rit |  |  | 44    | 13º  |

| 2001 | Moto  |   |   |   |     |    |     |     |   |   |     |   |  |  | Punti | Pos. |
| ---- | ----- | - | - | - | --- | -- | --- | --- | - | - | --- | - |  |  | ----- | ---- |
| 2001 | Honda | 1 | 5 | 4 | Rit | 12 | Rit | Rit | 6 | 2 | Rit | 5 |  |  | 94    | 6º   |

| 2003 | Moto     |    |   |   |   |   |   |     |    |     |     |   |  |  | Punti | Pos. |
| ---- | -------- | -- | - | - | - | - | - | --- | -- | --- | --- | - |  |  | ----- | ---- |
| 2003 | Kawasaki | 11 | 8 | 9 | 9 | 6 | 7 | Rit | 13 | Rit | Rit | 6 |  |  | 59    | 11º  |

| 2004 | Moto     |  |  |  |  |  |   |  |  |  |  |  |  |  | Punti | Pos. |
| ---- | -------- |  |  |  |  |  | - |  |  |  |  |  |  |  | ----- | ---- |
| 2004 | Kawasaki |  |  |  |  |  | 7 |  |  |  |  |  |  |  | 9     | 28º  |

| 2006 | Moto     |  |  |  |  |   |  |  |  |  |  |  |  |  | Punti | Pos. |
| ---- | -------- |  |  |  |  | - |  |  |  |  |  |  |  |  | ----- | ---- |
| 2006 | Kawasaki |  |  |  |  | 4 |  |  |  |  |  |  |  |  | 13    | 27º  |

| 2007 | Moto     |   |   |    |     |    |    |     |     |    |   |    |     |     | Punti | Pos. |
| ---- | -------- | - | - | -- | --- | -- | -- | --- | --- | -- | - | -- | --- | --- | ----- | ---- |
| 2007 | Kawasaki | 5 | 6 | 15 | Rit | 12 | 12 | Rit | Rit | 25 | 9 | 17 | Rit | Rit | 37    | 19º  |

| Legenda | 1º posto        | 2º posto            | 3º posto           | A punti      | Senza punti        | Grassetto – Pole position Corsivo – Giro più veloce |
| Legenda | Gara non valida | Non qual./Non part. | Ritirato/Non class | Squalificato | '-' Dato non disp. | Grassetto – Pole position Corsivo – Giro più veloce |